# Cratere Lexington
Lexington  è un cratere sulla superficie di Marte.